# Kopvoorn
De kopvoorn (Squalius cephalus), synoniem: Leuciscus cephalus , is een middelgrote vis met een spoelvorm. Hij behoort tot de familie Cyprinidae (karperachtigen).

## Herkenning
De kopvoorn heeft grote schubben (44-46 schubben langs de zijlijn). Jonge exemplaren zijn goed te herkennen aan een netvormig patroon rond de schubben en bij vooraanzicht de enorm brede bek. De grote exemplaren hebben een bolvormige aarsvin en zijn aan hun lichaamsvorm en grote schubben goed te herkennen. Grote exemplaren van de winde zijn hoogruggig. Het lichaam van de kopvoorn is spoelvormig.

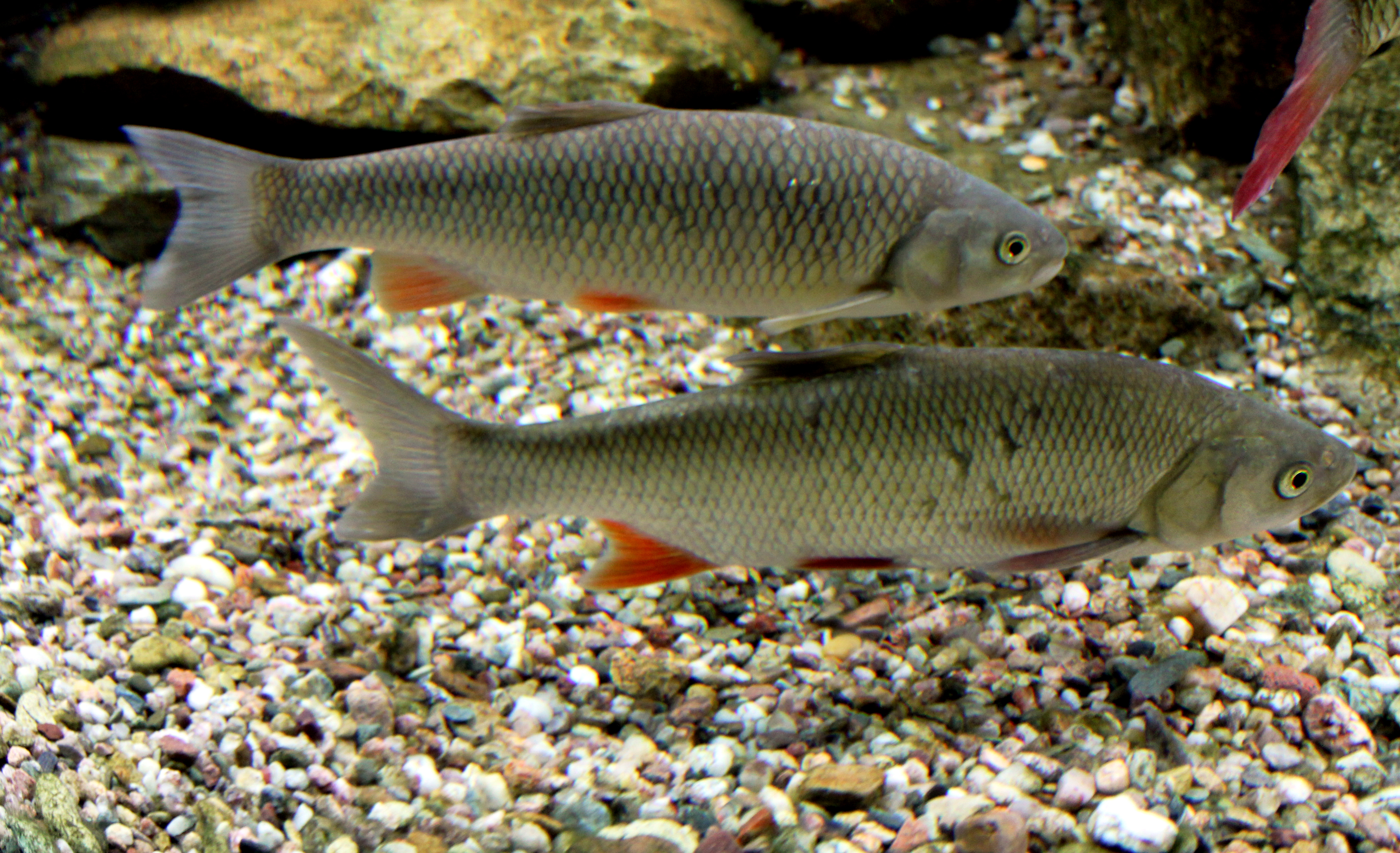

## Verspreiding
De kopvoorn is een vis van langzaam tot vrij snel stromende wateren. Het is een vis van rivieren en laaglandbeken, die in de referentieperiode (1940-1950) algemeen voorkwam in de Maas, de Rijn en de Lek. Redeke noemt in 1941 het voorkomen van kopvoorns in het noorden van Nederland. Hiervoor ontbreekt echter overtuigend bewijs uit meer recente tijden. Mogelijk is sprake van verwarring met de winde. In beken als de Geul is de kopvoorn dominant, maar in de grote rivieren is de winde veel talrijker en is de kopvoorn alleen op ondiepe gedeeltes te vinden.

De kopvoorn stelt minder hoge eisen aan het paaisubstraat en de optrekmogelijkheden dan de barbeel en de sneep. Op plaatsen waar de barbeel en de sneep in aantal achteruitgaan door habitataantasting, gaat de kopvoorn soms vooruit. In de Maas ging de kopvoorn met een factor tien tot honderd in aantallen achteruit tussen de jaren twintig en de jaren zeventig.

De kopvoorn bleef daar echter nog wel aanwezig als een zichzelf in stand houdende populatie. De vangfrequentie in de Maas steeg in de loop van de jaren tachtig en negentig van de vorige eeuw. Als we de achteruitgang sinds de referentieperiode stellen op 95% en het herstel in de periode 1985-1995 op een factor drie dan komen we op een herstel van 5% naar 15%, dus 85% achteruitgang. Uit monitoringsonderzoek van het toenmalige Rijksinstituut voor Visserijonderzoek blijkt geen toename van de vangsten in de periode 1985-1995, eerder het tegendeel.De meeste vangsten van de kopvoorn tussen 1980 en 1995 komen uit de Maas, maar er zijn ook vangsten in de Oude IJssel, de Boven-Slinge, de Bergsche Maas, de Mark, de Dommel de Biesbosch, de Nederrijn en de Waal. In totaal zijn er 105 vijf bij vijf kilometervakken met waarnemingen.

## Knelpunten
De kopvoorn heeft, net als de barbeel en de sneep, afwisseling nodig in de rivier, dus grind- en zandbanken en ondiepe beschutte plaatsen met oevervegetatie en onderwaterplanten. Door kanalisatie, vermesting en chemische vervuiling van de grote rivieren verdween dit habitat. Het zuurstofgehalte van het water mag niet te veel dalen.

## Maatregelen en wettelijke status
- Zorgen voor schone waterbodems in de grote rivieren.
- Het opheffen van barrières bij stuwen en meer variatie laten ontstaan in bodemdieptes.
- Beter toegankelijk maken van beken die uitmonden op de grote rivieren.
- De aanleg van nevengeulen die als opgroeigebieden kunnen dienen.
- Zuivering van afvalwater.

De kopvoorn is een soort die wordt genoemd in de Visserijwet, er geldt een minimummaat van 30 cm en een gesloten tijd van 1 april tot 3 mei. Verder staat de vissoort als 'kwetsbaar' op de Rode Lijst. Op de internationale Rode Lijst van de IUCN heeft de kopvoorn de status 'least concern' (veilig).

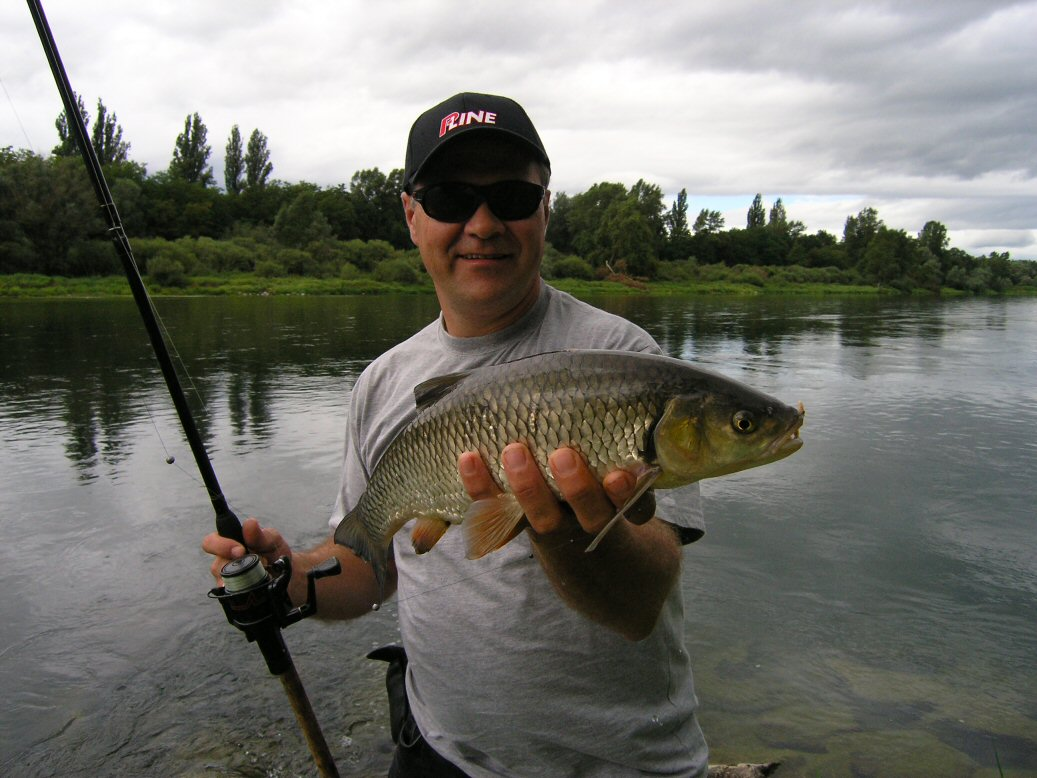
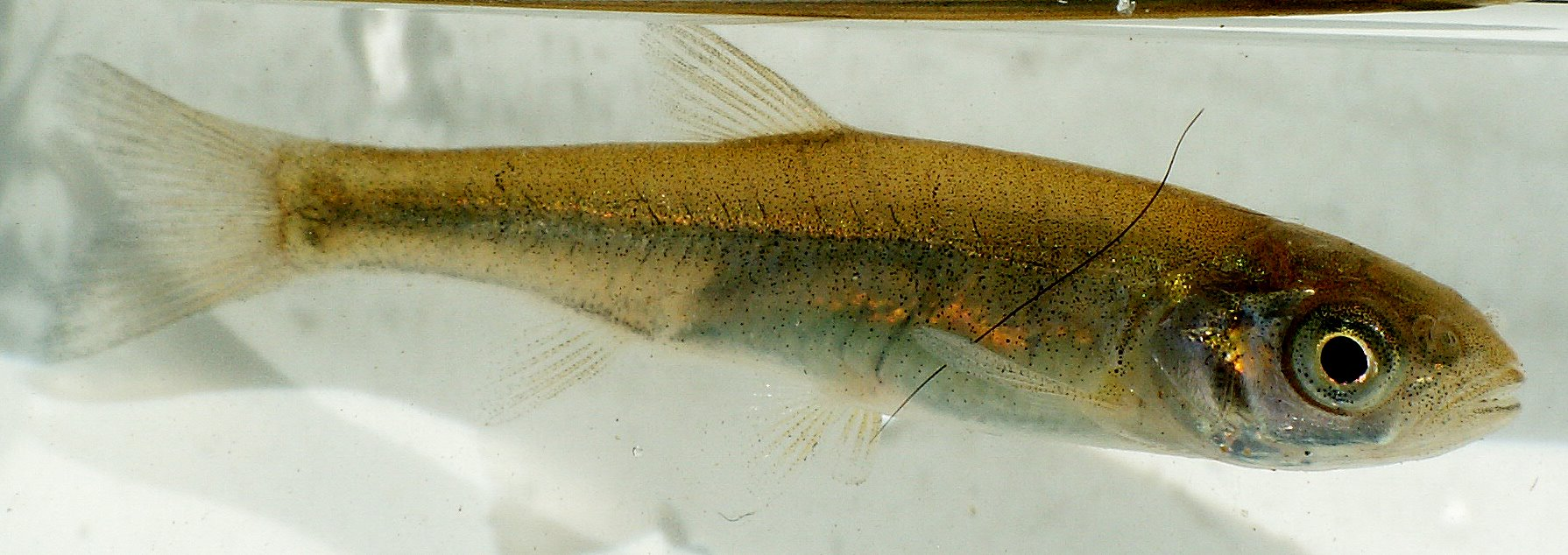
Jong exemplaar, nog zonder schubben